# Diazomata

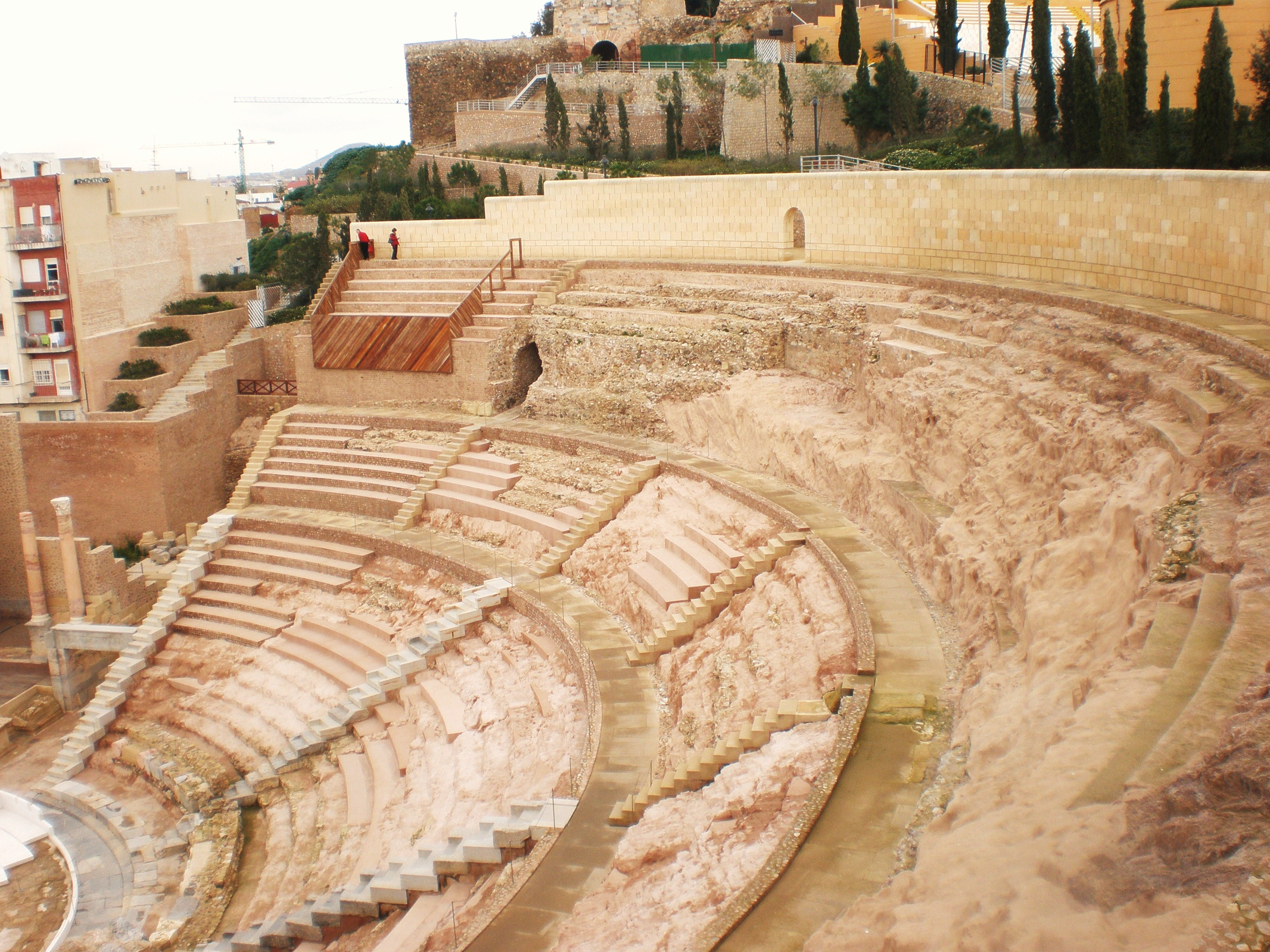
Las diazomatas son claramente visibles como pasillos que separan los diferentes niveles de las gradas en el Teatro romano de Cartagena.

Una diazomata, (en griego: διάζωμα, en latín: diazoma) es un espacio alargado que separan e impiden el paso de una sección de las gradas a otra tanto en el teatro como en los anfiteatros y circo. El arquitecto romano Marco Vitruvio usaba dicha palabra para designar el elemento que divide la orchestra de la escena.
Normalmente era único, como el teatro de Epidauro y el teatro de Siracusa, pero en algunos casos era doble, como el teatro de Dioniso de Atenas.